# 森下釣雲
森下 釣雲（1542年?—1631年），日本戰國時代、安土桃山時代、江戶時代初期的武將，通稱備中守，為立花家老。

## 生平

### 出自
森下釣雲是戶次鑑連（立花道雪）於豐後藤北時代即跟隨的老臣之一，森下家包含釣雲，祖父、父三代皆稱備中守。
釣雲之父第二代森下備中守，作為豐後守護大名大友氏重臣戶次氏的家老，處理政務公平果斷具魄力和效能，於戰場亦勇猛而屢次立下戰功，與內田鎮次（內田和泉守、鎮家之父）並稱為「戶次的二王」，處理家族諸事為戶次家的壯大貢獻不小。

### 早期經歷
森下釣雲跟隨立花道雪，投入大友軍征討筑前的戰事。
永祿12年（1569年）5月18日吉川元春和小早川隆景率毛利軍4萬餘於立花山城下再次出戰，道雪、吉弘鑑理、臼杵鑑速則率兵1萬5千分三隊為先鋒於多多良濱佈陣，之後配置了約2萬的大友軍力與之對峙，雙方激戰期間，道雪衝陣斬財滿越前守等十餘人並擊敗吉川元春先鋒楢崎信景之際遭到香川春繼以弓箭反擊不得前進，且吉川元春以鐵砲攻勢橫擊而不得不撤退，雖然大友軍此時處於劣勢接近戰敗，但隨後道雪見到小早川隆景率吉見正賴、尼子元秋移軍長尾一地整軍時的陣形空隙，先以8百人鐵砲隊密集射擊後自身拔刀乘馬單騎率先衝入敵陣營中，緊跟著道雪的家臣團也一擁而上，毛利軍此時無法抵擋被衝退三町距離導致毛利軍全線撤退回立花山城下各營寨，大友軍也因吉川元春的攻勢戰損3~5百兵極度疲勞無法再進行攻勢而撤退往博多本陣。

元龜2年（1571年）5月，主君道雪奉大友宗麟之命轉封筑前立花山城形式上繼承立花氏，而釣雲亦跟隨前往筑前，以自身的功績加上父祖之軍功，成為「道雪七家老」之一，領有千石俸祿。之後道雪於平定筑前反叛的國人眾期間，釣雲也率一支備隊參戰。
天正11年（1583年）4月16日，筑紫廣門軍出志免町吉原口，道雪令小野鎮幸為大將率2千餘騎，起初以薦野增時的與力被官出戰迎擊，十時連貞、佐野統幸合兵進擊但遭筑紫軍優勢兵力包圍、於是鎮幸高喊突進解圍，十時惟道、池邊永晟、森下釣雲奮戰驅敵，筑紫軍不敵敗退，兩軍各有死傷。
天正13年（1585年）9月11日，道雪於筑後遠征期間病逝後，大友家逐漸衰弱而遭島津家侵攻，以致僅存位於豐後和筑前之高橋紹運和立花宗茂所屬居城；天正14年（1586年）8月，當島津家的五萬軍力圍攻立花山城時，釣雲也作為家老之一參戰。
天正15年（1587年），立花家經過豐臣秀吉發動的「九州征伐」後，因功受領筑後柳川成為大名，9月下旬參與鎮壓「肥後國人一揆」動亂。
天正16年（1588年）5月27日於柳川城黑門一地，進行處決肥後國人一揆動亂的首謀者隈部親永一族，主君宗茂為了隈部一族的武士名譽，挑選手下12人與隈部一族12人單挑，釣雲之弟森下規寬此時作為其中一名討手參戰。

### 征戰朝鮮
文祿元年（1592年），立花家受豐臣秀吉之命出兵朝鮮。
主君立花宗茂於「文祿之役」中的「碧蹄館之戰」作為先鋒，此時釣雲起初和同僚十時惟由共同擔任強行偵查隊長，探看明軍動向，並對明軍先陣以鐵砲偷襲後返回陣地報告情況並預測敵軍動向；正午時分的全面作戰中，他跟隨立花宗茂衝進明軍本陣殺敵，接著於追擊戰中斬獲甚多。
之後，立花軍參與「第二次晉州城之戰」，而城北方的星州一帶有明軍將領劉鋌及周邊其餘明軍共約三萬餘兵力分散於各地駐屯，且宜寧一帶有朝鮮軍將領金命元、李薲、權慄、宣居怡、郭再祐、高彥伯等率領五萬餘軍力集結；在此同時，朝鮮軍前往晉州城東方的咸安作為援軍，企圖攔截日軍。宇喜多秀家得知後，於軍議中接受立花宗茂和小早川秀包請命上陣，令二人率四千兵力前往咸安偵查並偽退誘敵，使明軍遭到圍攻。
此戰中，釣雲和弟弟規寬率森下家三十餘人，以立花家的長刀斬入隊突入敵陣。戰鬥中，森下釣雲見到弟弟規寬遭弓箭射中大腿，對他告誡：「如果是淺傷就繼續戰鬥，深傷的話就奮戰致死吧！」森下規寬在表示遵從後說道：「兄上，請退回到殿下身邊防守吧！」而釣雲在答覆「問答無用！」後，繼續戰鬥至敵軍重兵之處。主君立花宗茂見狀，下令全軍跟隨森下釣雲突擊，最終將朝鮮軍擊退，而森下規寬則於此役陣亡；森下釣雲於此役激勵立花軍，亦於往後的「慶長之役」立下戰功。

### 晚年
朝鮮戰役因豐臣秀吉之死結束後，立花家在「關原合戰」期間因加入西軍而遭改易，立花宗茂也因此成為浪人。二十年後，立花家回復為柳川大名，森下釣雲亦回歸立花家，後於1631年因年老生病死去。

## 人物逸聞
- 碧蹄館之戰前釣雲進行偵查後回報時，向主君宗茂預測說:「敵軍必定在天亮前便會到來，故我軍應速速出兵制敵機先為宜。」於是立花宗茂兵出礪石嶺北側佈陣。然而到天亮時敵軍卻未至，釣雲憂慮自己的判斷沒有實現於是又再次進行偵查，而宗茂令先鋒隊十時惟道、內田統續進軍，前進十數町後果然遭遇敵軍，旋即開戰[17]。